# Ismail Balla
Ismail Balla (ur. 14 stycznia 1931 w Tiranie) – albański kompozytor i montażysta.

## Życiorys
16 listopada 1952 rozpoczął pracę w Studiu Filmowym Nowa Albania (Kinostudio Shqipëria e Re), zajmując się początkowo montażem i oprawą graficzną albańskich kronik filmowych. Z uwagi na brak specjalistów od komponowania muzyki filmowej, został wysłany na studia do praskiego FAMU.
Studiów nie ukończył z powodu kryzysu w stosunkach albańsko-radzieckich i w 1961 powrócił do Albanii. Współpracował z operatorami dźwięku, koordynując muzyczną stronę filmów. W 1961 był reżyserem dźwięku w realizacji filmu Debatik.
W roku 1970 zajmował się reżyserią montażu w filmach I teti ne bronz i Montatorja. W tym czasie rozpoczął współpracę z Telewizją Albańską. W pierwszej ekipie telewizji albańskiej był jedynym doświadczonym reżyserem montażu, zajmował się także oprawą muzyczną programów telewizyjnych.
Za swoją działalność twórczą został wyróżniony tytułem Zasłużonego Artysty (alb. Artist i Merituar).

## Muzyka filmowa
- 1964: Takim ne Xhakarta (dokumentalny)
- 1964: Teatri yne (dokumentalny)
- 1965: Anes Drinit (dokumentalny)
- 1968: Estrada ne ekran
- 1969: Plage te vjetra